# 巴勃罗·莫雷诺
巴勃罗·莫雷诺·塔博阿达（西班牙語：Pablo Moreno Taboada，2002年5月3日—）是一名西班牙足球运动员，场上司职前锋，現效力於葡萄牙足球超级联赛球队馬里迪莫。

## 职业生涯
2018年7月27日，由于他在巴塞罗那的出彩表现，在5年内打入超过200粒进球，意甲球队尤文图斯宣布签下莫雷诺。
他在2018年11月18日尤文图斯U23对阵彭特德拉的比赛的第90分钟换下了迪帕尔多，完成了意丙首秀。 2019年3月17日，在意甲联赛第28轮尤文图斯0-2不敌热那亚的比赛中，他首次出现在了一线队的大名单中，但是并没有获得上场机会。
2020年6月30日，英超豪门曼城宣布签下莫雷诺，双方签约4年。作为回报，曼城将用小将菲利克斯·科雷亚来交换他。
2020年9月18日，赫罗纳官方宣布，莫雷诺将从曼城租借加盟球队，他将身披19号球衣。